# Chrysolina cuprina
Chrysolina cuprina is een keversoort uit de familie bladkevers (Chrysomelidae). De wetenschappelijke naam van de soort werd in 1825 gepubliceerd door cuprina Duftschmid.